# Hanajna
Hanajna (szlovákul: Hnojné) község Szlovákiában, a Kassai kerület Nagymihályi járásában.

## Fekvése
Nagymihálytól 12 km-re keletre, a Széles-tó délkeleti oldalán fekszik.

## Története
A község területe már a kőkorszakban lakott volt, határában a bükki kultúra emberének cserépmaradványai kerültek elő. A 9. századtól szláv település állt ezen a helyen.
A mai falut 1390-ben említik először, a nagymihály-jeszenői uradalomhoz tartozott.
A 18. század végén, 1799-ben Vályi András így ír róla: „HANAJNA. Tót falu Ungvár Várm. földes Ura G. Sztárai Uraság, lakosai katolikusok, és ó hitűek, fekszik Sobrántzhoz 1 2/4 mértföldnyire, Tibének filiája, határja jó, fája mind a’ két féle elég, réttyei, ’s legelője is tágas.”
Fényes Elek 1851-ben kiadott geográfiai szótárában így ír a faluról: „Hanajna, orosz-tót falu, Ungh vmegyében, ut. p. Nagy-Mihályhoz keletre 1 1/2 órányira; 81 romai, 132 g. kath., 4 evang., 12 zsidó lak. Emeletes kastély, egy szép angolkerttel. Fűrész- és liszt-malmok. Derék erdő. Sok széna, F. u. gr. Sztáray.”
1920-ig Ung vármegye Szobránci járásához tartozott.

## Népessége
| Év:            | 1994. | 2004.    | 2014.   | 2024.    |
| -------------- | ----- | -------- | ------- | -------- |
| Emberek száma: | 175   | 242      | 218     | 243      |
| Eltérés:       |       | +38,28 % | -9,91 % | +11,46 % |

| Év:            | 2023. | 2024.   |
| -------------- | ----- | ------- |
| Emberek száma: | 251   | 243     |
| Eltérés:       |       | -3,18 % |

1910-ben 434-en, többségében szlovák anyanyelvűek lakták, jelentős magyar kisebbséggel.
2001-ben 228 lakosából 207 szlovák volt.
2011-ben 237 lakosából 211 szlovák volt.

## Nevezetességei
- Neobarokk stílusú temploma a 19. században épült.
- Ipari műemléke a malommúzeum.